# Победа (галерея)
«Победа» — московская фотогалерея, одна из первых профессиональных фотогалерей Москвы.

## История
Основана в 2007 году Ниной Гомиашвили и Ириной Меглинской. Первоначально располагалась на «Винзаводе». В 2010 году Нина Гомиашвили стала единственным владельцем «Победы» и перенесла галерею на территорию фабрики «Красный октябрь»), в ноябре 2012 год галерея переехала в ГУМ, открывшись на новом месте выставкой сингапурского фотографа Эрнеста Го.
Галерея выставляла как безусловных лидеров мировой фотографии (Michael Kenna, Rankin, Эллен фон Унверт, Jocelyn Bain Hogg, Masao Yamamoto), так и молодых авторов (Даша Ястребова, Аня Титова, Маша Груздева). «Победа» — первая российская галерея, принявшая участие в международном фестивале фотографии Paris Photo 2009. Являлась постоянным участником Фотобиеннале, биеннале молодого искусства «Стой! Кто идёт?», регулярно выдвигала своих авторов на премию Кандинского.
Галерея «Победа» была представлена на международной ярмарке VOLTA6 в Базеле в июне 2010 года, в Арт-Москве в том же году, а также на ярмарке VOLTA NY в марте 2011 года.

## Представленные фотографы
- Michael Kenna
- Эллен Фон Унверт
- Алексей Титаренко
- Rankin
- Michel Compte
- Masao Yamamoto
- Маша Груздева
- Jocelyn Bain Hogg
- Дорса, Барт
- Alexandra Catiere
- Angelika Sher
- Sandra Kantanen
- Юлия Кисина
- Charles Thompson